# Marek Maciejewski
Marek Maciejewski (Toruń, Cuiàvia-Pomerània, 6 de juny de 1977) va ser un ciclista polonès, professional des del 2000 al 2007.

## Palmarès
- 2001
  - Vencedor d'una etapa a la Volta al Marroc
- 2005
  - 1r al Neuseen Classics – Rund um die Braunkohle
  - 1r al Memorial Henryk Łasak
- 2006
  - Vencedor de 2 etapes al Tour del Senegal